# 이주빈
이주빈(1989년 9월 18일~)은 대한민국의 배우이다.

## 학력
- 동덕여자대학교 방송연예과

## 출연작

### 영화
- 2012년 《터치》 ... 응급실 간호사 1 역
- 2016년 《마스터》 ... 기자 2 역
- 2017년 《조선농민사전》
- 2017년 《라라라》
- 2017년 《두번 할까요》 ... 멀티 짐 여자 회원 역
- 2024년 《범죄도시4》 ... 한지수 역[1] (사이버 수사팀 형사, 첫 천만영화)

### 드라마
- 《귓속말》 (SBS, 2017년)
- 《미스터 션샤인》 (tvN, 2018년) - 이세훈의 후첩 역
- 《매번 이별하지만 우린 다시 사랑한다》 (웹드라마, 2018년) - 주빈 역
- 《하나뿐인 내편》 (KBS2, 2018년) - 이수정 역
- 《트랩》 (OCN, 2019년) - 김시현 역
- 《아이템》 (MBC, 2019년)
- 《멜로가 체질》 (JTBC, 2019년) - 이소민 역
- 《조선로코 - 녹두전》 (KBS2, 2019년) - 매화수 역
- 《안녕 드라큘라》 (JTBC, 2020년) - 서연 역
- 《그 남자의 기억법》 (MBC, 2020년) - 정서연 역
- 《선배 그 립스틱 바르지 마요》 (JTBC, 2021년) - 이효주 역
- 《드라마 스테이지 - 러브 스포일러》 (tvN, 2021년) - 윤서울 역
- 《종이의 집: 공동경제구역》 (Netflix, 2022년) - 윤미선 역 (일본어 더빙: 아루가 유키코)
- 《닥터 로이어》 (MBC, 2022년) - 임유나 역
- 《연애대전》 (Netflix, 2022년) - 오세나 역
- 《월수금화목토》 (tvN, 2022년) - 정지은 역
- 《눈물의 여왕》 (tvN, 2024년) - 천다혜 역
- 《이혼 보험》 (tvN, 2025년) - 강한들 역
- 《트웰브》 (U+모바일tv, 2025년) - 미르 역

### 뮤직비디오
- 마이티 마우스 - 톡톡
- 블락비 - Yesterday
- 이우 - 미리 알았더라면

### 광고
- LG트롬건조기
- 미스글로우
- ABC마트
- LG 유플러스
- 클라렌
- 현대자동차
- 빙그레
- 이니스프리
- 맨소래담
- 시그널플래너

## 예능 프로그램
- 2020년 SBS TV 《런닝맨》 - 게스트 (527회, 2020년 11월 1일 방송분 출연)
- 2024년 SBS TV 《꼬리에 꼬리를 무는 그날 이야기》 - 이야기 친구
- 2024년 tvN 《텐트 밖은 유럽 로맨틱 이탈리아》- 고정출연 (2024년 10월 17일 ~2025년 1월 2일)